# Aroldo Cedraz
Aroldo Cedraz de Oliveira ComMM (Valente, 26 de fevereiro de 1951) é um professor, médico veterinário e político brasileiro, atual ministro do Tribunal de Contas da União (TCU). Anteriormente, foi secretário de Indústria e Comércio da Bahia e deputado federal pelo mesmo estado durante quatro mandatos.

## Biografia
É formado em Medicina Veterinária pela Universidade Federal da Bahia, onde também se tornaria professor. Casado com Eliana, tem três filhos.
Ligado ao político Antônio Carlos Magalhães, em 1990 elegeu-se deputado federal da Bahia, pelo PRN. Seria reeleito em 1994, 1998 e 2002. Tentou reeleger-se em 2006 mas não obteve êxito. Já foi filiado ao MDB, PMDB, e por último, o PFL.
Em seu terceiro mandato como deputado federal, Aroldo foi admitido em 1999 à Ordem do Mérito Militar no grau de Comendador especial pelo presidente Fernando Henrique Cardoso.
Foi Secretário de Indústria e Comércio da Bahia entre 2000 e 2002 e presidiu a Comissão de Relações Exteriores e de Defesa Nacional da Câmara entre 2005 e 2006.

## TCU
Com a aposentadoria do ministro Adylson Motta em 2006, coube a Câmara dos Deputados indicar o substituto a vaga. Houve quatro candidatos, e por votação secreta, Cedraz venceu com 172 votos, contra os 148 votos dados ao deputado Paulo Delgado (PT-MG), 50 votos a Gonzaga Mota (PSDB-CE) e 20 votos ao deputado Ademir Camilo (PDT-MG). Confirmado pelo Senado e nomeado pelo presidente da república, renunciou ao mandato de deputado federal para assumir o novo cargo em 3 de janeiro de 2007.

## Escândalo do INSS e a Condução no TCU
Durante sua atuação como ministro do Tribunal de Contas da União (TCU), Aroldo Cedraz foi associado a controvérsias relacionadas ao escândalo de fraudes no Instituto Nacional do Seguro Social (INSS), revelado em 2023 e amplamente investigado em 2025. O esquema, que envolveu descontos indevidos de até R$ 6,3 bilhões em aposentadorias e pensões entre 2019 e 2024, foi alvo da Operação Sem Desconto, conduzida pela Polícia Federal (PF) e pela Controladoria Geral da União (CGU). Como relator do processo no TCU, Cedraz foi criticado por supostamente retardar o julgamento de recursos apresentados por entidades acusadas de realizar esses descontos irregulares.
Em junho de 2024, o TCU, sob relatoria de Cedraz, emitiu medidas cautelares para suspender novos descontos e exigiu maior rigor na verificação de autorizações. No entanto, recursos e embargos apresentados pelas entidades foram adiados por Cedraz em seis ocasiões ao longo de quase um ano, o que gerou críticas de outros ministros do tribunal, como Walton Alencar e Bruno Dantas. Eles apontaram que a demora impediu o monitoramento das medidas cautelares e favoreceu a continuidade das irregularidades até a suspensão dos acordos pelo governo em abril de 2025, após a operação da PF. Alencar destacou que os adiamentos ocorreram apesar de os recursos não terem efeito suspensivo, enquanto Dantas expressou frustração, afirmando que o tribunal não acompanhou o cumprimento das determinações de 2024.
Cedraz rebateu as críticas, classificando reportagens sobre sua conduta como "fake news" e alegando que o TCU agiu para combater as fraudes. Ele também afirmou ter alertado o então presidente do INSS, Alessandro Stefanutto, sobre a necessidade de medidas urgentes. Contudo, a demora no julgamento gerou debates no plenário do TCU, com embates públicos entre Cedraz e seus colegas, culminando em sua decisão de retirar o processo de pauta em abril de 2025. O episódio levantou questionamentos sobre a eficiência do TCU na fiscalização do caso e marcou a trajetória de Cedraz no tribunal, sendo amplamente discutido na imprensa e em postagens nas redes sociais.